# Eduard Fresenius
Johann Eduard Fresenius (* 17. November 1874 in Frankfurt am Main; † 10. Februar 1946 in Bad Homburg vor der Höhe) war ein deutscher Apotheker und Unternehmer.

## Leben
Johann Eduard Fresenius war der Sohn des Johann Philipp Fresenius (* 28. Juli 1842 in Frankfurt am Main; † 27. März 1911 ebenda) und dessen am 26. August 1872 in Frankfurt am Main geheirateten Frau Anna Gertraude Nortz (* 28. Dezember 1850 in Frankfurt am Main; † 20. März 1902 ebenda), die Tochter des Weinhändlers in Frankfurt am Main Georg Heinrich Nortz und der Juliane Luise Vaconius.
Fresenius hatte sich den akademischen Grad eines Doktors der Philosophie und den eines Doktors der Staatswissenschaften erworben. In Frankfurt am Main betrieb er die Hirsch-Apotheke, die seit 1462 existiert.
Er gründete 1912 das Unternehmen „Dr. Eduard Fresenius chemisch-pharmazeutische Industrie KG“ und verlegte den Firmensitz mit ansteigender Produktivität nach Bad Homburg vor der Höhe.
Fresenius war seit dem 3. Juni 1901 in Reichenhall mit Else Pospisil (* 15. April 1881 in Reichenhall), Tochter des Arztes Johann (?) Pospisil und der Anna Schilling, verheiratet. Da die Ehe kinderlos blieb, adoptierte Fresenius Else Fernau, die Pharmazie studierte, und nach dem Tod von Eduard Fresenius im Jahre 1946 das Unternehmen gemeinsam mit ihrem Ehemann Hans Kröner weiterführte und es zum Konzern Fresenius ausbaute.